# حسين رجبيان
حسين رجبيان (بالإنجليزية : Hossein Rajabian _ مواليد 5 يوليو 1984) مخرج سينمائي إيراني وكاتب سيناريو ومنتج أفلام ومصور. يُعرف رجبيان بأنه مخرج وكاتب سيناريو ومنتج أفلام بالإضافة إلى أنه عمل ومصور. هو وقد ألقي القبض عليه وسجن بسبب نشاطه السينمائي في 2015 بواسطة الحكومة الإيرانية.

## الإعتقال
اعتُقِلَت حسين في 5 تشرين الأول/أكتوبر 2013 واحتُجِزَت في السجن الانفرادي واستُجوِبَت لِمُدَة 84 يوماً. ثُمَّ نُقِلَت إلى جَناح الرجال في سجن إيفين. كانَت مُحاكَمَتُها في 2015واتُّهمت بالدعاية ضد حكومة وإوإهانة الاعتقاد قلوب والنشاط السينمائي غير القانوني، حُكم عَلَيها بالسجن لمدة 6 عاماً. في 2015 وخُفِّضَت عُقوبَتها إلى 3 سنوات السجن ووقف عقوبة السجن لمدة ثلاث سنوات أخرى وغرامة مالية في محكمة الاستئناف.

## الإضراب عن الطعام
بَدَأت حسين إضرابَها عن الطعام في 28 تشرين الأول/أكتوبر 2016 حتى 3 من ديسمبر، وهو إضراب لَم يَسبق لَه مَثيل، حيث كانَ لمدة 36 يوماً احتجاجاً على عدم وجود حالة طبية في السجن.

## النشاط الفني
مشروع التصوير الفوتوغرافي
الناس في المسافة ، هو اسم مشروع التصوير بالأبيض والأسود الذي ينفذه حسين رجبيان.
سيناريو فيلم روائي طويل
الحجر يقع في الماء (2009)
المثلث مقلوب (2011)
فيلم روائي طويل
المثلث مقلوب (2015_ 106 دقيقة)

## وصلات خارجية
- حسين رجبيان على موقع IMDb (الإنجليزية)
- حسين رجبيان على موقع قاعدة بيانات الفيلم (الإنجليزية)

- الاخبارتلفزيون العربيه
- الصحيفة واشنطن بوست
- مجلس الفنانين الأوروبيين
- الصحيفة الجارديان
- البلاد
- أمنستي